# シェイキー・ジェイク・ハリス
シェイキー・ジェイク・ハリス（Shakey Jake Harris、1921年4月12日 - 1990年3月2日）は、アメリカ合衆国のシカゴ・ブルースの歌手、ハーモニカ奏者、ソングライター。ハリスは25年間に5枚のアルバムを出し、甥のマジック・サムと共演することが多かった。

## 生涯
ジェイムズ・D・ハリス (James D. Harris) は、アーカンソー州アール (Earle) に生まれたが、7歳のときに一家はイリノイ州シカゴへ転居した。1940年代後半、ハリスは、シカゴ・ブルースのいくつかのアンサンブルで演奏するようになっていた。ハリスは修理工 (mechanic) として働きながら、職業的な賭博師でもあり、そこから「シェイク・エム (Shake 'em)」という渾名がついた。ハリスのレコード・デビューは、1958年と遅かった。シングル「Call Me If You Need Me / Roll Your Moneymaker」は、マジック・サムとシル・ジョンスンをギターに据え、ウィリー・ディクスンのプロデュースで、アーティスティック・レコード (Artistic Records) からリリースされた。ハリスは、このセッションに対して報酬を受けなかったが、クラップス（サイコロ賭博の一種）でレーベルのオーナーだったイーライ・トスカーノ (Eli Toscano) から700ドルをせしめたという。
1960年、ブルースヴィル・レコード (Bluesville Records) は、ハリスをジャズ・ミュージシャンのジャック・マクダフやビル・ジェニングス (Bill Jennings) と組ませ、アルバム『Good Times』を制作した。後に録音されたアルバム『Mouth Harp Blues』では、より伝統的なブルースの基本的な姿に立ち返った。1962年には、アメリカン・フォーク・ブルース・フェスティバル (American Folk Blues Festival) に参加して、ツアーをした。
1960年代を通してハリスとサムはシカゴ一帯でコンサートなどで共演するのが常で、ハリスは若いミュージシャンたちをよく応援していたが、ルーサー・アリソン (Luther Allison) もレコード・デビューの際にハリスの世話になっている。1960年代末に、ハリスはアリソンとともにロサンゼルスでアルバム『Further on Up the Road』のレコーディングを行なった。ハリスは、ウィリアム・クラーク (William Clarke) など、他のハーモニカ奏者と共演することもあった。
その後、ハリスはワールド・パシフィック・レコードでレコーディングを行なった。ハリスは、自身もナイトクラブとレコードレーベルを所有していたが、健康を害し、結局はアーカンソー州に戻り、1990年3月にフォレスト・シティ (Forrest City) において、68歳で没した。

## おもなディスコグラフィ

### シングル
- "Call Me If You Need Me"/"Roll Your Moneymaker" (1958) - Artistic
- "Respect Me Baby"/"A Hard Road" (1966) - The Blues[7]

### アルバム
- Good Times (1960) - Bluesville
- Mouth Harp Blues (1962) - Bluesville
- Further on Up the Road (1969) - World Pacific （Shakey Jake and the All Stars 名義）
- The Devil's Harmonica (1972) - Polydor
- The Key Won't Fit (1984) - Murray Brothers[8]